# Joan Veny i Clar
Joan Veny i Clar (Campos, Mallorca, 22 d'agost de 1932) és un lingüista, dialectòleg mallorquí, considerat un dels més prestigiosos i reconeguts dels Països Catalans. És l'autor d'Els parlars catalans un llibre essencial per a la dialectologia catalana, síntesi de la variació dialectal de tot l'espai dels Països Catalans i alhora d'una obra més densa i rica encara, elaborada conjuntament amb Lídia Pons: l'Atles Lingüístic del Domini Català.

## Biografia
És catedràtic emèrit de Filologia Catalana de la Universitat de Barcelona. A més d'aquesta universitat va estudiar a les de Lovaina i Poitiers. Es va doctorar en filologia romànica el 1956 amb la tesi Paralelismos léxicos en los dialectos catalanes dirigida per Antoni M. Badia i Margarit i publicada el 1960. La seva recerca en el camp de la dialectologia és capdavantera pel que fa a la llengua catalana, sobretot arran de l'edició d'Els parlars catalans (el 1978), que recull i estableix una síntesi de la variació dialectal de la llengua catalana. Aquell mateix any esdevingué membre de l'Institut d'Estudis Catalans. En representació de l'IEC, va presidir el Consell Supervisor del TERMCAT durant diversos anys (1990-1993 i 2002-2014). S'ha dedicat, a més, a l'edició de textos (Regiment de preservació de pestilència, de Jaume d'Agramunt, s. XIV; edició publicada el 1971) i a la història de la llengua, amb una atenció especial a l'etimologia. Ha publicat nombrosos articles sobre lingüística catalana (com per exemple de dialectologia mallorquina o fins i tot d'occitanismes al rossellonès), especialment sobre dialectologia, geolingüística i etimologia; en aquest camp, ha dedicat diversos estudis a l'ictonímia; ha participat en força congressos.
És director de l'Atles Lingüístic del Domini Català (ALDC), un projecte d'investigació de l'Institut d'Estudis Catalans sobre la diversitat dialectal, elaborat conjuntament amb Lídia Pons i Griera i iniciat per Antoni Maria Badia i Margarit, que ja ha publicat el darrer volum, el IX, el 2018 (ALDC). Falta només la publicació d'un volum amb els índexs. És un dels membres més destacats de l'equip de redacció de l'Atlas Linguistique Roman, així com responsable de la part catalana de diversos programes internacionals de recerca en l'àmbit de la geolingüística. I també dirigeix la col·lecció Scripta de comentaris de textos dialectals de totes les èpoques (codirigit amb Àngels Massip i publicada per l'IEC a la «Biblioteca de dialectologia i sociolingüística»). Actualment hi ha publicats els volums següents: Scripta eivissenca (2009), Scripta menorquina (2011), Scripta mallorquina (dos volums, 2013) i Scripta rossellonesa (2012, on consten els autors dels comentaris: Xavier Luna-Batlle i Montserrat Barri).
És doctor honoris causa per la Universitat de València (2008) i la Universitat de les Illes Balears (2016). Ha estat guardonat amb la Creu de Sant Jordi de la Generalitat de Catalunya (1997), amb el Premi de la Fundació Institució Catalana de Suport a la Recerca (2004), amb la Medalla d'Honor de la Xarxa Vives d'Universitats (2013) i amb el Premi d'Honor de les Lletres Catalanes (2015), entre altres reconeixements i homenatges. L'escola de Campos porta el seu nom.

## Obres
- Estudis de geolingüística catalana (1978).
- Els parlars catalans (1978).
- Introducció a la dialectologia catalana (1986).
- Dialectologia filològica. Transfusió lèxica. Llengua escrita i dialectalismes (1993)
- La lliçó lingüística de Maria Antònia Salvà (1995)
- Francesc de B. Moll: ciència i humanitat (1995)
- Onomàstica i dialectologia (1996)  Arxivat 2015-09-24 a Wayback Machine.
- Aproximació al dialecte eivissenc (1999)
- Llengua històrica i llengua estàndard (2001)
- Contacte i contrast de llengües i dialectes (2006)
- Escrits lingüístics mallorquins (2007)
- De geolingüística i etimologia romànica (2012) (amb una bibliografia fins a 2012, p. 391-417)
- Atles Lingüístic del Domini Català (ALDC) (2001 - en curs). 9 volums.[8]
- Petit Atles Lingüístic del Domini Català (2007 - en curs). 9 volums.[8]
- Perfils lingüístics balears (2015)[9]

## Premis
- Creu de Sant Jordi (1997)
- Premi de la Fundació Catalana per a la Recerca (2004)
- Medalla d'Honor de la Xarxa Vives d'Universitats (2013)
- Premi d'Honor de les Lletres Catalanes (2015)[3]
- Medalla d'Or de la Comunitat Autònoma de les Illes Balears (2017)
- Premi Pompeu Fabra (2012)